# Brent Luyckx
Brent Luyckx, né le 4 juillet 1995 à Turnhout, est un coureur cycliste belge.

## Biographie
Il s'engage pour la saison 2015 avec l'équipe continentale luxembourgeoise Leopard Development avant de mettre un terme à sa carrière en fin d'année.

## Palmarès
- 2012
  - 7e du championnat du monde du contre-la-montre juniors
- 2013
  - Champion de la province d'Anvers du contre-la-montre juniors
  - Trois jours d'Axel :
    - Classement général
    - 2e étape (contre-la-montre)

  - 3e du championnat de Belgique du contre-la-montre juniors
  - 6e du championnat d'Europe du contre-la-montre juniors
- 2014
  - Champion de la province d'Anvers du contre-la-montre espoirs[3]
- 2015
  - Grand Prix OST Manufaktur